# Riviera de São Lourenço
Riviera de São Lourenço é uma praia do litoral central Paulista, situada na cidade de Bertioga, na Região Metropolitana da Baixada Santista, Brasil. Seu nome também da origem ao bairro nobre em que está situada. O pioneiro e arrojado projeto de urbanização foi desenvolvido em 1979 inteiramente pela construtora Sobloco, e pelos arquitetos Oswaldo Corrêa Gonçalves (Estádio Brinco de Ouro da Princesa) e Benno Perelmutter. Sua área abrange cerca de 9 milhões de metros quadrados, dentro da área urbana do município de Bertioga, que teve mais de 80% de sua área preservada de ocupação. A praia possui certificado ISO 9000 para desenvolvimento urbano. O certificado foi expedido pelo órgão certificador ABS Quality Evaluations.
Abriga o Clube de Golfe da Riviera de São Lourenço, projetado pelo arquiteto Dan Blankenship. Abriga também o Centro Hípico da Riviera, mantido pela Sociedade Hípica de Bertioga, está em área de 33 mil m², em área cedida pela Prefeitura, atrás do posto da Polícia Militar.
Em 2016, uma área florestal de 317 mil metros quadrados compreendendo restinga e Mata Atlântica  na praia começou a ser desmatada, com aval da justica e obedecendo a lei, para completar um projeto de urbanização criado pela empreiteira Sobloco na década de 1970.